# El Poquí
El Poquí és una masia del municipi de Manlleu (Osona), inclosa en l'Inventari del Patrimoni Arquitectònic de Catalunya.

## Història
Al fogatge de 1553 de la parròquia de Sant Esteve de Vila-setrú era habitada per Llorenç Poguí.
Francesc Poquí, nascut en aquesta masia, fou rector de Vacarisses i més tard canonge de la Catedral de Vic. Fou predicador gongorista a la segona meitat del segle xvii i compongué una història del santuari de la Mare de Déu de la Gleva que va ser editada a la impremta barcelonina de Josep Llopis l'any 1692. Encomanà el retaule barroc que avui es troba a l'església de Vila-setrú després d'haver estat molt malmès a la Guerra Civil.
La masia va pertànyer al municipi de les Masies de Manlleu, incorporat l'any 1844 al de Manlleu. En el cadastre municipal de 1862 és esmentada i s'hi compten 120 quarteres de conreus de diversa tipologia. El propietari n'era Hipòlit Poquí, que uns anys abans havia ofert uns terrenys per a la construcció de l'església de Sant Jaume de Vilamontà.

## Descripció
Es tracta d'una masia de planta rectangular coberta a quatre vessants. El portal d'entrada, d'arc rebaixat, és descentrat cap al sector de migdia. La casa està construïda damunt la pedra del terreny. Consta de planta baixa i dos pisos; el primer té les llindes dels balcons decorades amb motllures i inscripcions. Al segon pis les finestres són de petites dimensions i l'ampit de la central és decorada. Annexionat a l'edifici i formant angle recte hi ha un cos cobert a quatre vessants amb galeries d'arc rebaixat sostingudes per pilars. Al centre de l'edificació hi ha una llanterna coberta amb un teulat decorat amb mosaics.
Hi ha les següents inscripcions a la casa: «Isabel Poqui 1814» al portal i «1878» al portal de la lliça.